# تپه خوارئاوایی (پائین‌آبادی)
تپه خوارئاوایی (پائین آبادی) مربوط به دوران‌های تاریخی پس از اسلام است و در شهرستان بیجار، روستای باشوکی واقع شده و این اثر در تاریخ ۲۴ فروردین ۱۳۸۲ با شمارهٔ ثبت ۸۰۵۱ به‌عنوان یکی از آثار ملی ایران به ثبت رسیده است.